# Castillo de Aunqueospese
El Castillo de Aunqueospese es un castillo situado en el término municipal de Mironcillo, Ávila, a 1.360 metros de altitud, asomándose al valle de Amblés.
De propiedad particular.
Se trata de un ejemplo de castillo serrano o montaraz europeo, de muros fuertes adaptados al terreno rocoso en el que se asienta, de origen desconocido ya se le menciona en documentos de los siglos XI y XII como centro de diversas expediciones guerreras y de reconquista contra los musulmanes. Sí se conoce su época de finalización, por Esteban Dávila, en el siglo XVI.
Le rodea un halo de misterio y leyenda, tanto por su extraña ubicación, construcción y orígenes legendarios.

## Acceso
A 3 km del casco urbano, es posible acceder al mismo a través de un camino desde Mironcillo.

## Historia
Si bien probablemente existió una fortificación anterior del siglo XII, la construcción del castillo de Aunqueospese, fue iniciada por el linaje de los Dávila descendientes de Esteban Domingo, rama de los trece roeles, señores de Villafranca y de Las Navas, y luego Condes del Risco. De la casa Dávila pasó por casamiento a la casa de Medinaceli y posteriormente, en 1850, se vendió al Duque de Abrantes. 
Ya en el siglo XX, en 1956, los vecinos de Mironcillo lo compraron, y ya en 1975, fue vendido a su actual propietario. Jamás ha sido propiedad de ninguna administración.
Existen diferentes leyendas que mencionan el castillo en tiempos tempranos de la reconquista, amoríos entre el caballero Nalvillos y Aixa Galiana, guerras de frontera entre árabes y cristianos, o los amores de Don Alvar Dávila y Guiomar.
Fue en 1490 cuando se reedificó la fortaleza por Pedro Dávila, señor de Villafranca y capitán del duque de Alba, sobre un territorio estratégico de la serranía de Ávila, usurpado a la comunidad de Ávila. Esta presentó un pleito que obligó a paralizar la obra, siendo finalizadas por Esteban Dávila, hijo del anterior, quién lo integró de las troneras de artillería y otros elementos defensivos y arquitectónicos de la época.
La historia de este castillo está muy ligada a las leyendas que sobre el circulan, por lo que es difícil un análisis histórico riguroso, que pudiese aportar luz a los extraños elementos históricos y arquitectónicos. Sí se sabe que controlaba el paso de la tierra de Ávila hacia el valle Amblés y la sierra de la Paramera, y que su construcción de estilo gótico, de planta irregular adaptándose a la roca, lo convierte en uno de los mejores ejemplos de castillo roquero montaraz de Europa.
El castillo ha sido objeto de varias leyendas, en las que también tiene mucho que ver su desafiante nombre Aunqueospese, tanto si hace referencia a unos amores contrariados, como a rivalidades seculares entre caballeros de la ciudad de Ávila, razias o batallas entre moros y cristianos. También es conocido como Manqueospese, con variante sinónima de Mal que os pese o castillo del Risco. 
Es de propiedad particular (casa de Arribas y Rubio Davila ). Su estado actual es de ruina (2025).
Está declarado Monumento Histórico-Artístico desde el 3 de junio de 1931; y por lo tanto Bien de Interés Cultural.

## Construcción
Levantado sobre los peñascales de las primeras estribaciones de la Sierra de la Paramera, obedece a un tipo de planta irregular, condicionada por las rocas en donde se asienta, si bien existe documentación así como indicios históricos de una fortificación anterior ya documentada en los siglos X, XI y XII, Fue construido por Pedro Dávila Bracamonte, al que Los Reyes Católicos le dieron el título de I conde del Risco en 22 de noviembre de 1475:

… haciéndole merced del Castillo y Fortaleza del Risco que él había fabricado y es el primer título que dieron los reyes y el más antiguo de los de su reynado …en los baldios de la noble e muy leal ciudad de Avila, con todas las tierras valdias questan junto con ella.

En el castillo se combina el sillar, el sillarejo y la mampostería, distribuidos alternativamente en los dos recintos que forman la fortaleza. El primer recinto defensivo se traspasa por una puerta de carácter renacentista con arco conopial y escudo de la casa Dávila,bajo alfiz, flanqueado por dos potentes cubos, por donde se accede al recinto interior de mayor altura -la fortaleza en sí, ya que el primero hace de barbacana-, en el que se distingue patio de armas, torre del homenaje, caballerizas, etc. Sus detalles son propios de los siglos XII y XVI: troneras o aspilleras de ojo de cerradura invertida, tronera-buzón y escaraguaitas sobre ménsulas escalonadas. Elementos destacables son las letrinas conservadas en uno de los cubos.
Esta construcción tan cuidada, levantada en un lugar sin auténtico fin defensivo y en una fecha tardía, es difícil de justificar,si bien pudiese deber a una construcción anterior, probablemente su origen inicial fue una torre vigía o almenara a la que se le fueron añadiendo con posterioridad las estancias que con posterioridad íntegro la fortaleza gótica principal,y más tardíamente la barbacana o muralla defensiva exterior,a extraña ubicación así como los elementos arquitectónicos que lo integran hacen difícil un estudio sobre la fecha real de su construcción ya que existen elementos propios del siglo X, XI y XII, si bien la reconstrucción está documentada a finales del siglo XV, por Pedro Dávila, a pesar de la poca documentación al respecto en él radican diversas historias y leyendas de siglos muy anteriores lo que dificulta un estudio riguroso, pudiéndose tratar de una de las fortalezas más antiguas de la provincia, si bien debido a la falta de documentos y las muchas leyendas que le rodean todas ellas muy antiguas cronológicamente dificultan su investigación histórica.